# Букчяйский мост
Букчяйский мост (мост Букчю; лит. Bukčių tiltas) — недействующий пешеходный металлический висячий мост через реку Вилия в Вильнюсе, Литва.

## Название
Название моста возникло из-за района Букчяй и Букчяйского леса, которые находятся рядом с мостом.

## История
Мост построен в 1957 году по проекту Каунасского проектного института сельскохозяйственного строительства «Žemprojektas», но из-за плохого качества строительных работ и отклонений от проекта не был введён в эксплуатацию. Длина моста около 150 м, ширина около 5 м.
С 2008 года вход на мост был запрещён. Букчяйский мост в первую очередь нужен был для того что бы в совхоз "Панярис" (лит. "Panerys") поступал газ, для этого под конструкцией моста находились газовые трубы, и лишь во вторую очередь нужен был для того что бы работники совхоза могли без проблем попасть в город (до этого работники совхоза могли попасть в Вильнюс лишь через район Жверинас).

## Реконструкция
В 2021 году после осмотра моста стало ясно, что для эксплуатации пригодны только существующие канаты. Проект реконструкции будет направлен на восстановление первоначальной конструкции моста с сохранением тросов, но прежние металлические конструкции больше не пригодны для использования из-за коррозии. В 2022 году был предложен проект по реконструкции Букчяйского моста. После реконструкции мост возродится под новым названием — Электрический мост (лит. Elektrinės tiltas) и через реку Вилия создаст связь между находящимися на левой стороне реки улицами Эйгулю (лит. Eigulių gatvė) и Электринес (лит. Elektrinės gatvė) на которых планируются велосипедные дорожки и находящимися на правой стороне реки улицой Мишкиню (лит. Miškinių gatvė) и районом Лаздинай.